# Frank Parker
Frank Andrew "Frankie" Parker (31 de enero de 1916 - 24 de julio de 1997) fue un destacado jugador estadounidense de tenis durante los años 40, década en la que consiguió 4 torneos de Grand Slam en individuales y 3 en dobles.

## Torneos del Grand Slam

### Campeón Individuales (4)
| Año  | Torneo                            | Oponente en la final | Resultado       |
| 1944 | US National Singles Championships | Bill Talbert         | 6-4 3-6 6-3 6-3 |
| 1945 | US National Singles Championships | Bill Talbert         | 14-12 6-1 6-2   |
| 1948 | Campeonato Francés                | Jaroslav Drobný      | 6-4 7-5 5-7 8-6 |
| 1949 | Campeonato Francés                | Budge Patty          | 6-3 1-6 6-1 6-4 |

### Finalista Individuales (2)
| Año  | Torneo                            | Oponente en la final | Resultado           |
| 1942 | US National Singles Championships | Ted Schroeder        | 6-8 5-7 6-3 6-4 2-6 |
| 1947 | US National Singles Championships | Jack Kramer          | 6-4 6-2 1-6 0-6 3-6 |

### Campeón Dobles (3)
| Año  | Torneo                            | Pareja          | Oponentes en la final        | Resultado       |
| 1943 | US National Doubles Championships | Jack Kramer     | Bill Talbert David Freeman   | 7-5 8-6 3-6 6-1 |
| 1949 | Campeonato Francés                | Pancho Gonzales | Eustace Fannin Eric Sturgess | 6-3 8-6 5-7 6-3 |
| 1949 | Wimbledon                         | Pancho Gonzales | Gardnar Mulloy Ted Schroeder | 6-4 6-4 6-2     |

### Finalista Dobles (2)
| Año  | Torneo                            | Pareja        | Oponentes en la final       | Resultado           |
| 1933 | US National Doubles Championships | Frank Shields | George Lott Lester Stoefen  | 13-11 7-9 7-9 3-6   |
| 1948 | US National Doubles Championships | Ted Schroeder | Gardnar Mulloy Bill Talbert | 6-1 7-9 3-6 6-3 7-9 |